# بازان
بازان یا عُقابان (نام علمی: Accipitridae) یکی از دو خانواده اصلی در راسته بازسانان (Accipitriformes) هستند و شامل انواع عقاب، هما، دال، سارگپه، سنقر، باز، بازعقاب، بازکوکو، سفیدباز و کورکور می‌شوند.

## رده‌بندی
- زیرخانوادهٔ کورکوریان بال‌سیاه
  - سردهٔ کورکور مرواریدی (Gampsonyx)
  - سردهٔ کورکور دم‌قیچی (Chelictinia)
  - سردهٔ کورکورهای بال‌سیاه (Elanus)
- زیرخانوادهٔ هماییان هماها، کرکس‌ها و بازسنقرها (harrier-hawks)
  - سردهٔ بازسنقرها (Polyboroides)
  - سردهٔ کرکس نخل (Gypohierax)
  - سردهٔ کرکس کوچک (Neophron)
  - سردهٔ هما (Gypaetus)
- زیرخانوادهٔ سارگپه‌عسلیان (دربرگیرندهٔ سارگپه‌های عسلی، بازکوکوها، عقاب‌های مارخور ماداگاسکار و کوکورهای وابسته)
  - سردهٔ عقاب مارخور ماداگاسکاری (Eutriorchis)
  - سردهٔ کورکورهای سرخاکستری (Leptodon)
  - سردهٔ کورکورهای نوک‌چنگکی (Chondrohierax)
  - سردهٔ کورکور دم‌پرستویی (Elanoides)
  - سردهٔ سارگپه‌های عسلی (سارگپه‌های جنگلی) (Pernis)
  - سردهٔ بازکوکوها (Aviceda)
  - سردهٔ سارگپه سینه‌سیاه (Hamirostra)
  - سردهٔ کورکور دم‌تخت (Lophoictinia)
  - سردهٔ سارگپه عسلی دم‌دراز (Henicopernis)
- زیرخانوادهٔ عقابیان مارخور
  - سردهٔ عقاب‌های مارگیر (خال‌پرنده‌ها) (Spilornis) (Serpent Eagles)
  - سردهٔ عقاب فیلیپینی (Pithecophaga)
  - سردهٔ عقاب بندباز (Terathopius)
  - سردهٔ عقاب‌های مارخور (Circaetus) (Snake Eagles)
- زیرخانوادهٔ دالیان (کرکس‌های جهان قدیم)
  - سردهٔ کرکس سرسرخ (Sarcogyps)
  - سردهٔ کرکس سرسفید (Trigonoceps)
  - سردهٔ کرکس غبغب‌دار (Torgos)
  - سردهٔ دال سیاه (Aegypius)
  - سردهٔ کرکس کلاه‌پوش (Necrosyrtes)
  - سردهٔ دال‌ها (Gyps)
- زیرخانوادهٔ عقابیان جنگلی (forest eagles)
  - سردهٔ باز خفاشی (Macheiramphus)
  - سردهٔ عقاب پاپوآیی (Harpyopsis)
  - سردهٔ عقاب کاکلی (Morphnus)
  - سردهٔ عقاب هارپی (Harpia)
- زیرخانوادهٔ عقابیان (عقاب‌های پاپردار) (booted eagles)
  - سردهٔ عقاب‌های تاج‌دار (Stephanoaetus) (Crowned Eagles)
  - سردهٔ بازعقاب‌های کاکلی (Nisaetus)
  - سردهٔ بازعقاب‌های اصلی (Spizaetus)
  - سردهٔ عقاب شکم‌حنایی (Lophotriorchis)
  - سردهٔ عقاب جنگی (Polemaetus)
  - سردهٔ عقاب کاکل‌دراز (Lophaetus)
  - سردهٔ عقاب سیاه (Ictinaetus)
  - سردهٔ عقاب‌های خال‌دار (Clanga)
  - سردهٔ بازعقاب‌های کوچک (یا عقاب‌های کوچک) (Hieraaetus)
  - سردهٔ عقاب (سرده) (Aquila)
- زیرخانوادهٔ بازیان تاجدار (Lophospizinae)
  - سردهٔ شهباز کاکل‌دار (Lophospiza)
- زیرخانوادهٔ بازهارپیان (Harpaginae)
  - سردهٔ باز ریز (Hieraspiza)
  - سردهٔ سارگپه مارمولکی (Kaupifalco)
  - سردهٔ بازهارپی‌ها (بازکورکورها) (Harpagus)
- زیرخانوادهٔ شهبازیان چهچه‌زن (Melieraxinae)
  - سردهٔ شهباز گبر (Micronisus)
  - سردهٔ شهبازهای چهچه‌زن (Melierax)
  - سردهٔ باز دم‌دراز (Urotriorchis)
- زیرخانوادهٔ بازیان (دربرگیرندهٔ سنقرها)
  - سردهٔ شهبازهای سرخ (Erythrotriorchis)
  - سردهٔ شهباز دوریا (Megatriorchis)
  - سردهٔ بازها (Accipiter)
  - سردهٔ سنقرها (Circus)
- زیرخانوادهٔ کورکوریان (کورکورها)
  - تبار کورکورتباران (Milvini)
    - سردهٔ کورکورها (Milvus)
    - سردهٔ کورکورهای دریایی (Haliastur)
- زیرخانوادهٔ عقابیان دریایی (عقاب‌های دریایی)
  -     - سردهٔ عقاب دریایی (Haliaeetus)
- زیرخانوادۀ سارگپه‌ایان (Buteoninae)
  - تبار سارگپه‌تباران (Buteonini)
    - سردهٔ سارگپه‌بازها (Butastur)
    - سردهٔ کورکورهای سربی (Ictinia)
    - سردهٔ باز طوق‌سیاه (Busarellus)
    - سردهٔ کورکور حلزونی (Rostrhamus)
    - سردهٔ کورکور نوک‌باریک (Helicolestes)
    - سردهٔ باز درنایی (Geranospiza)
    - سردهٔ باز سربی (Cryptoleucopteryx)
    - سردهٔ سارگپه‌های خروسی (Buteogallus)
    - سردهٔ باز نواری (Morphnarchus)
    - سردهٔ باز کنارجاده‌ای (Rupornis)
    - سردهٔ پیراسارگپه‌ها (Parabuteo)
    - سردهٔ بازعقاب‌های درنایی (Geranoaetus)
    - سردهٔ بازنماها (Pseudastur)
    - سردهٔ سفیدبازها (Leucopternis)
    - †سردهٔ باز برمودایی (Bermuteo)
    - سردهٔ سارگپه‌ها (Buteo)

## نگارخانه

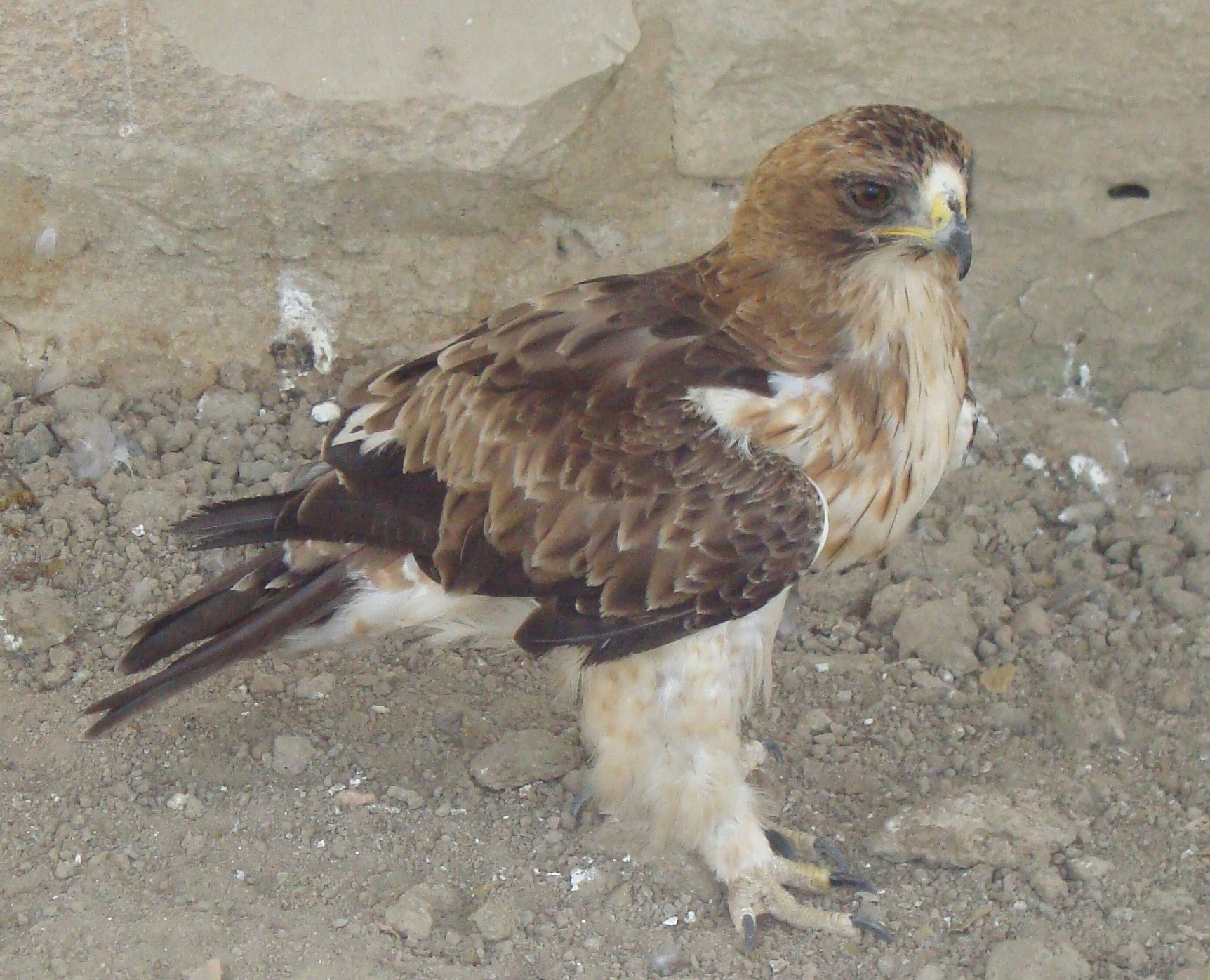
جوجه عقاب